# 타미아
타미아 메릴린 힐(Tamia Marilyn Hill, 1975년 5월 9일 ~ )은 타미아(Tamia)라는 이름으로 잘 알려진 캐나다의 가수이다.